# قوة الردع الاسرائيلية
قوة الردع الاسرائيلية هي استراتيجية عسكرية تعتمدها إسرائيل في مواجهتها مع أعدائها تقوم على ضمان تفوقها العسكري والأمني على جميع دول المنطقة. وتعتبر هذه الاستاراتيجية أحد الأسس العميقة لعقيدة الأمن القومي الإسرائيلي والركيزة الأولى لعقيدة إسرائيل العسكرية والتي تتكون من ثلاث ركائزː الردع، الإنذار المبكر، والانتصار الحاسم، ولاحقاً أضيفت إليها ركيزة رابعة هي "الدفاع الشامل". ويذكر أن هذه العقيدة الأمنية فشلت مرتين: في حرب أكتوبر عام 1973 وطوفان الأقصى في 7 أكتوبر 2023، حيث لم تتمكن إسرائيل من ردع أعدائها أو التنبؤ بالهجمات.
ترتكز استراتيجية الردع على خلق صورة ذهنية راسخة في وعي "العدو" بأن أي هجوم على إسرائيل سيُقابل برد غير متناسب، مدمر وسريع. وفي السنوات الأخيرة، تطور هذا المبدأ ليشمل أدوات حرب سيبرانية، تقنيات الذكاء الاصطناعي، والطائرات المسيّرة، مما يعزز السيطرة الكاملة على المجالين الأمني والنفسي لدى العدو.

## الخلفية الفلسفية والنفسية
تقوم هذه الاستراتيجية على مبدأ يُجسّد ما وصفه ميشيل فوكو بـ "السلطة الانضباطية"، والهدف منها هو خلق صورة في ذهن العدو تصور له مصيره في حال قرر مهاجمة إسرائيل ويجب على تلك الصورة أن تردعه عن مهاجمتها أو التفكير في ذلك. والصورة التي ترغب إسرائيل بتسويقها هي أن الجيش الاسرائيلي هو "الجيش الذي لا يقهر" وإيهام أعدائها وكافة دول المنطقة بتفوقها الكبير عسكريا عليهم، وإكسابها "هيبة" تمنع أعداءها من مهاجمتها.
تهدف الدول التي تستخدم هذه الإستراتيجية إلى إنتاج مجال نفسي يتمثل في "العقاب المحتمل"، والذي يهدف إلى إعادة تشكيل وعي العدو عبر تأسيس "منطق الطاعة" بحيث يردع الخوف من "العقاب" العدو من التفكير بمهاجمتها. وعليه تصبو إسرائيل من مبدأ الردع إلى تحويل الطاعة إلى عادة متجذّرة في نفس العدو، بحيث تتمكن من السيطرة على نواياه وقراراته عبر الترهيب. وبحسب مراقبين، فإن إسرائيل، تطلق على هذه النظرية "كيّ الوعي"، وتهدف إلى إثارة الخوف في نفوس كل من يفكر في قتالها.
تتمسك العقيدة الأمنية الإسرائيلية بمبدأ الردع كمكون أساسي لها لتحقيق أهداف إسرائيل والمحافظة على وجودها ومصالحها، سواء من ناحية دفاعية أو هجومية، وذلك استنادا إلى التوظيفات الإسرائيلية لمفهوم "الردع " عبر مسارين، "الردع بالمنع" و"الردع بالعقاب".
وتعتمد هذه النظرية على بناء قوة عسكرية تبقيها متفوقة على جميع دول المنطقة. وساعدت الولايات المتحدة الأمريكية ودول أوربية، إسرائيل في هذا الجانب، حيث دعمتها بأسلحة حديثة متطورة، وامتنعت عن تزويدها لدول أخرى في المنطقة، بما في ذلك حلفائها.

## الفشل
هذه العقيدة الأمنية فشلت مرتين: في أكتوبر 1973 وأكتوبر 2023، حيث لم تتمكن إسرائيل من ردع أعدائها أو التنبؤ بالهجمات.
يفترض هذا المبدأ بأن "العدو" يفكّر وفقاً لــ "المنطق العقلاني" نفسه الذي تعتمده إسرائيل وهو منطق العقلانية الحداثية التي تقوم على موازنة دقيقة بين الفعل ونتيجته، أو بين الربح والخسارة. غير أن هذا الافتراض قد لا ينطبق على المنظمات والحركات الإسلامية، مثل حركة حماس، والتي لا تنطلق فقط من منطق عقلاني مادي، بل تضيف اليه أيضاً تصورًا دينيًا وعقائديًا يثمّن الشهادة والتضحية في سبيل الوطن باعتبارها طريقاً إلى الخلاص.

## وصلات خارجية
- هل فقدت إسرائيل قدرتها على الردع؟! بقلم إبراهيم نوار على صحيفة القدس العربي